# Mike's Murder (colonna sonora)
Mike's Murder è il sesto album in studio di Joe Jackson (il 4º firmato solo come Joe Jackson). Inizialmente le canzoni erano state composte per l'omonimo film di James Bridges, ma poi furono sostituite dalla colonna sonora di John Barry. Nel film, con protagonista Debra Winger, si sentono soltanto piccoli frammenti delle canzoni di Jackson.

## Tracce
Tutte le canzoni sono scritte e arrangiate da Joe Jackson.
1. Cosmopolitan - 4:36
2. 1-2-3- Go (This Town's A Fairground) - 3:00
3. Laundromat Monday - 3:31
4. Memphis - 4:44
5. Moonlight - 4:21
6. Zémio (strumentale) - 11:05
7. Breakdown (strumentale) - 3:59
8. Moonlight Theme (strumentale) - 3:25

## Formazione
- Joe Jackson - voce, tastiere, vibrafono, xilofono, percussioni, sax alto
- Graham Maby - basso
- Larry Tolfree - batteria
- Sue Hadjopoulos - conga, bonghi, percussioni
- Joy Askew - Prophet 5 sintetizzatore